# تيد هاريسون
تيد هاريسون هو رسام كندي، ولد في 28 أغسطس 1926 في Wingate, County Durham ‏ في المملكة المتحدة، وتوفي في 16 يناير 2015 في فيكتوريا في كندا.